# تروماتوفوبیا
مطابق با طبقه‌بندی راهنمای تشخیصی و آماری اختلال‌های روانی برای اختلالات روانی، فوبیای تروما یک هراس ویژه از نوع خون/تزریق/آسیب است. این فوبیا یک ترس غیرطبیعی و پاتولوژیک از آسیب‌دیدگی است.
نام دیگر هراس از آسیب تروماتوفوبیا است که از ریشه در واژه‌های یونانی τραῦμα (تروما)، به معنی «زخم، جراحت» و φόβος (فوبوس) به معنی «ترس» دارد. این اختلال با فوبیای BII (خون-آسیب-تزریق) مرتبط است. مبتلایان به این هراس، علائم اضطراب غیرمنطقی یا بیش از حد و تمایل به اجتناب از اشیاء و موقعیت‌های خاص و هراس‌ناک را از خود نشان می‌دهند؛ تا جایی که از اقدامات پزشکی نجات‌دهندهٔ بالقوه اجتناب می‌کنند. طبق یک مطالعه، این هراس بیشتر در زنان شایع است.